# Paris Texas (musique)
Ne doit pas être confondu avec Paris, Texas.
Pour les articles homonymes, voir Paris Texas.
Paris Texas est un duo nord-américain de hip-hop alternatif, originaire de Los Angeles en Californie, créé en 2018 par les artistes Louie Pastel et Felix. Leur musique fut parfois comparée à celle d'OutKast, de King Krule ou encore de Cities Aviv, parmi d'autres.

## Formation du groupe
Louie Pastel et Felix se rencontrèrent pendant leur scolarité en 2013, après avoir été présentés l'un à l'autre par un ami commun. Louie déclara lors d'une interview : « j'avais un cours de français avec un gars nommé Jesus, le gars le plus marrant que j'ai pu rencontrer. Je lui ai dit que je faisais des beats. Il rappait et m'a parlé d'un de ses amis qui rappait aussi ». Il rencontra Felix et tous deux se découvrirent rapidement un goût partagé pour le rappeur Robb Banks, puis commencèrent à faire de la musique ensemble.
En 2018, Louie et Felix créèrent officiellement Paris Texas et sortirent leur premier minialbum intitulé I'll Get My Revenge in Hell, qui contient six pistes dont un interlude et une participation de BBY Kodie. Si le nom du groupe évoque le film homonyme de Wim Wenders sorti en 1984, le clip du morceau Girls Like Drugs paru en 2021 peut aussi être vu comme une allusion à l'univers du long-métrage, le cinéma étant une des sources d'inspiration du duo,.

## Musique
En février 2021, les musiciens de Paris Texas firent un retour après avoir retiré la plupart de leurs travaux d'internet, à l'exception d'I'll Get My Revenge in Hell, qui resta sur leur compte SoundCloud. Ils diffusèrent en streaming le morceau Heavy Metal, paru le 17 février, avec un clip réalisé par Austin-Taylor Richburg. Les singles Situations et Force of Habit suivirent en mars et avril. Ces trois morceaux font partie de leur mixtape intitulée Boy Anonymous, qui sortit en mai 2021 et qui fut remarquée par les critiques pour son « indubitable intensité et son énergie dans l'intention ». En septembre 2021, ils surprirent les fans avec un nouveau single, Girls Like Drugs. Le minialbum Red Hand Akimbo sortit deux semaines plus tard, le 6 octobre.
Puis vint en juillet 2023 l'album Mid Air, contenant seize pistes, qualifié d'inventif et d'imprévisible. Le rappeur Kenny Mason (en) y participa sur le morceau DnD, accompagné d'un clip vidéo. Le duo annonça la tournée consécutive à l'album sur sa chaîne Youtube.
Par la suite, le groupe retrouva Kenny Mason sur le titre Big Bank, premier single de l'album See You Next Year 2 compilé par Pigeons & Planes, enregistré au studio Shangri-La (en) de Rick Rubin à Malibu. Le duo retrouva également le musicien Gianluca Buccellati (en) qui avait travaillé sur l'album Mid Air. Ils collaborèrent sur le single So Long extrait du minialbum A London Safari II du projet Bien et toi (en). Fin 2024, le rappeur Tyler, The Creator annonça notamment la présence de Paris Texas sur sa tournée mondiale 2025 (en), quelques jours avant la sortie de son album Chromakopia.
En février 2025, Louie Pastel et Felix partagèrent un nouveau projet en deux parties : d'abord un minialbum de 8 titres intitulé They Left Me With The Sword, assorti d'une vidéo réalisée par Dan Streit, complété ensuite par les 6 titres de They Left Me With A Gun.

## Discographie

### Album
| Titre        | Détails                    |
| ------------ | -------------------------- |
| Mid Air (en) | - sortie : 21 juillet 2023 |

### Mixtape
| Titre         | Détails                                                             |
| ------------- | ------------------------------------------------------------------- |
| Boy Anonymous | - sortie : 14 mai 2021 - format : téléchargement, vinyle, streaming |

### Minialbums
| Titre                       | Détails                                                         |
| --------------------------- | --------------------------------------------------------------- |
| I'll Get My Revenge in Hell | - sortie : 4 octobre 2018 - format : téléchargement             |
| Red Hand Akimbo             | - sortie : 5 octobre 2021 - format : téléchargement, streaming  |
| They Left Me With The Sword | - sortie : 21 février 2025 - format : téléchargement, streaming |
| They Left Me With A Gun     | - sortie : 28 février 2025 - format : téléchargement, streaming |

### Singles
| Titre                          | Année | Album           |
| ------------------------------ | ----- | --------------- |
| Heavy Metal                    | 2021  | Boy Anonymous   |
| Situations                     | 2021  | Boy Anonymous   |
| Force of Habit                 | 2021  | Boy Anonymous   |
| Girls Like Drugs               | 2021  | Red Hand Akimbo |
| Cyanide (featuring Cryogeyser) | 2022  |                 |
| Panic!!                        | 2023  | Mid Air         |
| Bullet Man                     | 2023  | Mid Air         |
| Everybody's Safe Until...      | 2023  | Mid Air         |
| DnD (featuring Kenny Mason)    | 2023  | Mid Air         |

### Participations
| Titre     | Année | Artistes                                             | Album              |
| --------- | ----- | ---------------------------------------------------- | ------------------ |
| Hooper    | 2022  | Kenny Beats, Nick Lee, Cory Henry                    | Louie              |
| Hot Hand  | 2022  | Kenny Beats, Oliver Johnson, Cory Henry, Daryl Johns | Louie              |
| ETA2      | 2023  | Yeek                                                 |                    |
| Whipcream | 2023  | Ralphie Choo                                         | Supernova          |
| So Long   | 2024  | Bien et toi                                          | A London Safari II |